# Монарх: Наследие монстров
«Монарх: Наследие монстров» (англ. Monarch: Legacy of Monsters) — американский телесериал о монстрах, созданный Крисом Блэком и Мэттом Фрэкшеном. В главных ролях задействованы: Анна Саваи, Кирси Клемонс, Курт Рассел, а также его сын Уайатт. Проект является частью мультимедийной франшизы MonsterVerse, его сюжет разворачивается в той же киновселенной, что и события фильма «Годзилла против Конга». Премьера сериала состоялась 17 ноября 2023 года на Apple TV+, он был высоко оценён как критиками, так и зрителями. В апреле 2024 года стало известно, что сериал продлён на второй сезон, параллельно стриминг запустил в разработку ещё несколько проектов по вселенной MonsterVerse.

## Сюжет
После эпической битвы между Годзиллой и титанами, которая сравняла с землёй Сан-Франциско, человечество осознаёт шокирующую реальность, что монстры существуют. Сериал посвящён путешествию семьи главных героев, по ходу сюжета узнавая о наследии своих предков и раскрывая тайны связывающие их с секретной организацией, известной как «Монарх».

## В ролях

### Главные роли
- Анна Саваи — Кейт Ранда, школьная учительница из Сан-Франциско, страдающая посттравматическим стрессовым расстройством. Поиски без вести пропавшего отца приводят её к организации «Монарх».
- Кирси Клемонс — Мэй Олоу-Хьюит / Кора Маттео, бывшая сотрудница компании Applied Experimental Technologies (впоследствии Apex Cybernetics), сбежавшая из США в Японию после того, как обнаружила, что компания использует её программный код в неблаговидных целях.
- Рен Ватабэ — Кентаро Ранда, художник и единокровный брат Кейт, который присоединяется к ней в поисках их отца.
- Уайатт Рассел — Ли Шоу, бывший полковник армии США, который присоединяется к Кейко и Биллу в поисках монстров и впоследствии работает на «Монарх».
  - Курт Рассел — пожилой Ли Шоу, с которым знакомятся Кейт и Кентаро.
- Мари Ямамото — доктор Кейко Миура, учёная, исследовавшая монстров вместе с Ли Шоу и Биллом Рандой в 1950-х годах.
- Андерс Холм[англ.] — Уильям «Билл» Ранда, криптозоолог, который становится ведущим исследователем «Монарха».
  - Джон Гудмен — пожилой Билл Ранда.
- Джо Типпетт[англ.] — Тим, офисный работник «Монарха», который отправляется на поиски потерянных файлов организации.
- Элайза Ласовски[англ.] — Мишель Дюваль, сестра Сандры Броуди и опытный оперативник «Монарха», работающая в паре с Тимом.

### Второстепенные роли
- Такэхиро Хира — Хироси Ранда, сын Кейко, пасынок Билла и отец Кейт и Кентаро.
- Киоко Кудо — Эмико Ранда, мать Кентаро.
- Кристофер Хейердал — генерал Паккет, старший офицер Шоу.
- Мирелли Тейлор — Наталья Вердуго, заместитель директора «Монарха».

### Гостевые роли
- Тэмлин Томита — Кэролайн Ранда, мать Кейт.
- Брюс Бэк — Ду-Хо, старый друг и союзник Шоу.
- Джессика Салгейро — доктор Барнс, исследователь «Монарха».
- Доминик Типпер — Бренда Холланд, бывший руководитель компании Applied Experimental Technologies (впоследствии Apex Cybernetics).
- Морган Дадли — Лира Матео, сестра Мэй.

## Производство

### Разработка
После успеха «Годзиллы против Конга» начались дискуссия по поводу расширения киновселенной MonsterVerse за пределы художественных фильмов. Компания Legendary предложила формат сериала, после чего в качестве потенциального инвестора интерес выразила Apple TV+. Проект был одобрен в январе 2022 года. Сериал будет совместным производством Legendary Television, Safehouse Pictures и Toho, в качестве шоураннера выступит Крис Блэк. В мае Мэтт Шекман получил должность исполнительного продюсера проекта, а также выступил режиссёром его первых двух эпизодов. В июле основные съёмки стартовали в Ванкувере, также в течение двух недель съёмки проходили в Японии.

### Кастинг
В июне 2022 года появилась информация, что в сериале будут сниматься Анна Саваи, Рен Ватабе, Кирси Клемонс, Джо Типпетт и Элайза Ласовски. В июле к актёрскому составу присоединились Курт Рассел и Уайатт Рассел, а в августе — Мари Ямамото. Для Курта Расселла шоу станет первым телепроектом с 1977 года. В сентябре одну из ролей получил Андерс Холм, а также было раскрыто название шоу.

## Отзывы критиков
Рейтинг сериала на сайте-агрегаторе Rotten Tomatoes составляет 86 % со средней оценкой 6,7/10 на основе 86 обзоров, что делает его самым высокооценённым проектом MonsterVerse. Консенсус критиков гласит: «Благодаря очаровательному дуэту отца и сына — Курта и Уайатта Расселов, „Монарх“ привносит долгожданную изюминку к наследию Годзиллы, искусно подгоняя его чудовищный размах до вполне человеческих масштабов». Оценка проекта на сайте Metacritic составляет 68 баллов из 100 на основе 26 рецензий, что приравнивается к статусу «всеобщее признание».

## Список серий

### Сезон 1 (2023—2024)
| № общий | № в сезоне | Название                                                              | Режиссёр      | Автор сценария     | Дата премьеры   |
| --- | ---------- | --------------------------------------------------------------------- | ------------- | ------------------ | --------------- |
| 1 | 1          | «Последствия» «Aftermath»                                             | Мэтт Шекман   | Крис Блэк          | 17 ноября 2023  |
| После битвы Годзиллы с Г.Н.У.С.Сами в Сан-Франциско школьная учительница Кейт Ранда сталкивается в порту со своим отцом Хироси, который спешно уезжает, ничего не объяснив дочери. Самолёт Хироси терпит крушение на Аляске, и учёный считается погибшим. Год спустя Кейт отправляется в Токио, чтобы уладить дела Хироси. Она узнаёт, что в Японии у него была вторая жена Эмико и сын Кентаро. Кентаро приводит Кейт в офис Хироси, где она обнаруживает сейф с файлами, принадлежащими их дедушке, ведущему исследователю «Монарха» Биллу Ранде. В поисках ответов на вопросы о присутствии «Монарха» в Сан-Франциско и связи Хироси с этой организацией Кейт и Кентаро нанимают бывшую подружку Кентаро Мэй Олоу-Хьюитт для расшифровки файлов. Об их тайной деятельности становится известно сотруднику «Монарха» Тиму. В 1959 году Билл Ранда и учёный Кейко Миура вместе с сотрудником «Монарха» полковником Лиландом Шоу следят за радиационным фоном в Казахстане. Однако выясняется, что радиация служит прикрытием для огромной шахты, пробурённой в земле; уровень радиации падает до нуля в районе электростанции, под которой находятся пустоты. Проникнув внутрь, они обнаруживают яйца насекомых-эндосвармеров. Кейко и Шоу спускаются по канату, чтобы собрать генетический материал. Однако из яиц вылупляются эндосвармеры и утаскивают Кейко в глубокую яму. |            |                                                                       |               |                    |                 |
| 2 | 2          | «Отправление» «Departure»                                             | Мэтт Шекман   | Крис Блэк          | 17 ноября 2023  |
| В 2015 году Кентаро обнаруживает в офисе Хироси файлы «Монарха», свидетельствующие о том, что Шоу, его двоюродный дед, живёт в доме престарелых в Японии. Тим и оперативник «Монарха» Мишель Дюваль выслеживают Кейт, Кентаро и Мэй, пытаясь найти расшифрованные файлы, но те пускаются в бега и скрываются от преследователей. Кейт, Кентаро и Мэй находят Шоу, который рассказывает, что в данном учреждении «Монарх» держит его под домашним арестом. Шоу убеждает их сбежать и последовать за Хироси к его последнему известному местонахождению на Аляске. В 1952 году Шоу назначают сопровождающим Кейко в экспедиции по изучению необычных всплесков радиации на Филиппинах. В джунглях они встречают Билла, который утверждает, что следует народным преданиям об огнедышащем драконе. Кейко вербует Билла вопреки совету скептически настроенного Шоу, и Шоу уезжает. Продолжая путь в одиночку, Кейко и Билл находят обломки корабля ВМС США «Лоутон», затонувшего в 1943 году, причём Билл был единственным выжившим на этом судне. Они обнаруживают трупы моряков на корабле и подвергаются нападению Ионного дракона. Шоу засекает повышенный уровень радиации, возвращается на корабль и спасает Кейко и Билла от Ионного дракона. |            |                                                                       |               |                    |                 |
| 3 | 3          | «Секреты и ложь» «Secrets and Lies»                                   | Джулиан Холмс | Эндрю Колвилл      | 24 ноября 2023  |
| В 2015 году Кейт, Кентаро, Мэй и Шоу бегут из Японии на пароме, направляющемся в Пхохан (Южная Корея). В Пхохане их задерживают пограничники, однако один из них, Ду-Хо, оказывается старым другом Шоу. Ду-Хо перевозит их на Аляску на самолёте; по дороге Мэй делает вывод из файлов Билла, что Хироси, скорее всего, следовал списку координат, определённых «Монархом». На Аляске они находят обломки самолёта Хироси, а также лагерь, свидетельствующий, что он выжил при падении самолёта. Ду-Хо понимает, что на самолёт Хироси напали после посадки; Ледяной Титан убивает его и уничтожает самолёт. В 1954 году Шоу присоединился к «Монарху», заняв одну из ведущих должностей. Он, Билл и Кейко демонстрируют слепок следа Годзиллы начальнику Шоу, генералу Пакетту, чтобы раздобыть уран для выманивания Годзиллы из укрытия. На атолле Бикини Билл и Кейко с ужасом обнаруживают, что Пакетт намерен с помощь ядерной бомбу убить Годзиллу в рамках испытания «Касл Браво» Когда Годзилла всплывает на поверхность, Кейко пытается остановить детонацию, но Шоу удерживает её, и бомба взрывается. После этого Шоу получает от Пакетта карт-бланш на исследование Титанов по заданию «Монарха». |            |                                                                       |               |                    |                 |
| 4 | 4          | «Параллели и интерьеры» «Parallels and Interiors»                     | Джулиан Холмс | Милла Белл-Харт    | 1 декабря 2023  |
| В 2015 году «Монарх» обнаруживает появление Ледяного титана. Кейт, Кентаро, Мэй и Шоу удаётся спастись от чудовища, но Мэй проваливается в расщелину с водой и получает переохлаждение, пока они пытаются найти укрытие. Кентаро отделяется от остальной группы и обнаруживает здание, которое он видел с самолёта; внутри находится старая радиостанция, которую ранее ремонтировал Хироси. Узнав, что Ледяной титан питается тепловой энергией, Кейт, Мэй и Шоу разводят костёр, чтобы отвлечь его; вертолёт, с которым связался Кентаро, прилетает и спасает их. В центре управления «Монарха» на Аляске их встречают Тим и Дюваль. В 2013 году Кентаро знакомится с Мэй перед открытием своей первой художественной выставки в престижной галерее. Он решает провести с ней вечер, вместо того чтобы участвовать в презентации выставки, и они сближаются. Кентаро считает, что принял решение представить своё искусство раньше, чем он готов к этому, из желания заставить отца гордиться им. Вечер в галерее — последний раз, когда он видит Хироси перед его исчезновением. |            |                                                                       |               |                    |                 |
| 5 | 5          | «Путь наружу» «The Way Out»                                           | Майрзи Алмас  | Аманда Овертон     | 8 декабря 2023  |
| В 2015 году заместитель директора «Монарха» Наталия Вердуго узнаёт, что Шоу держит Кейт, Кентаро и Мэй в неведении относительно деятельности Хироси на Аляске. Дюваль предлагает освободить троих, чтобы проследить за их передвижениями. Вернувшись в Сан-Франциско, Кейт убеждает свою мать, Кэролайн, и коллегу Кэролайн Джеймса тайно провести их к офису Хироси в запретной зоне городских руин. Уклоняясь от военных патрулей и справляясь с посттравматическим стрессовым расстройством Кейт, они в конце концов добираются до офиса Хироси. Хотя им не удаётся найти новые скрытые файлы, по картам Хироши Кентаро делает вывод, что тот, скорее всего, в поисках Титанов отправился в Африку. Мэй тайком звонит Дюваль и просит вернуть её домой в обмен на сотрудничество. В 2014 году, за два дня до появления Годзиллы, Кейт состоит в отношениях с коллегой-учительницей Дэни, которая обсуждает с ней возможность совместного проживания. Без ведома Дэни Кейт изменяет ей с другой женщиной. В В G-Day Кейт решает оставить Дэни, чтобы сопровождать автобус с детьми по мосту Золотые Ворота. Многие из детей погибают, когда Годзилла врезается в мост во время столкновения с военными. |            |                                                                       |               |                    |                 |
| 6 | 6          | «Ужасающие чудеса» «Terrifying Miracles»                              | Майрзи Алмас  | Карл Таро Гринфилд | 15 декабря 2023 |
| 7 | 7          | «Может ли настоящая Мэй встать?» «Will the Real May Please Stand Up?» | Хироми Камата | Марико Тамаки      | 22 декабря 2023 |
| 8 | 8          | «Право на рождение» «Birthright»                                      | Хироми Камата | Эл Летсон          | 29 декабря 2023 |
| 9 | 9          | «Ось мира» «Axis Mundi»                                               | Энди Годдард  | Мэтт Фрэкшн        | 5 января 2024   |
| 10 | 10         | «За гранью логики» «Beyond Logic»                                     | Энди Годдард  | Крис Блэк          | 12 января 2024  |